# Mont San Bartolo
Pour les articles homonymes, voir San Bartolo et Bartolo.
Le mont San Bartolo (Monte San Bartolo) est une montagne située dans la région des Marches en Italie. Elle fait partie du parc naturel régional du Mont San Bartolo, un parc régional d'Italie. La montagne forme le début du système de collines côtières du centre de l'Italie qui borde les plages du nord de la mer Adriatique.